# Colognola ai Colli

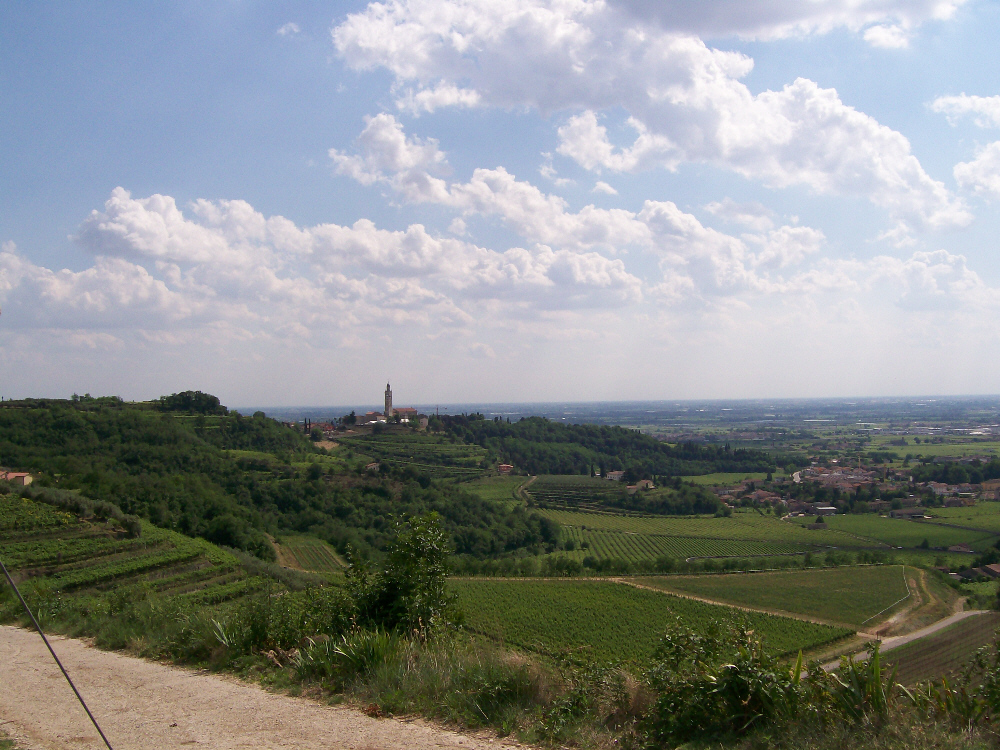
Colognola ai Colli

Colognola ai Colli ist eine norditalienische Gemeinde (comune) mit 8704 Einwohnern (Stand 31. Dezember 2023) in der Provinz Verona in Venetien. Die Gemeinde liegt etwa 15 Kilometer östlich von Verona im Val d'Illasi. 

## Wirtschaft
Die Gemeinde lebt im Wesentlichen vom Weinanbau. Neben dem Valpolicella und dem Amarone wird hier der Soave angebaut.

## Persönlichkeiten
- Bruno Ruffo (1920–2007), Motorradrennfahrer

## Verkehr
Durch die Gemeinde führt die Autostrada A4 (Turin-Triest). Der nächste Autobahnanschluss befindet sich in San Martino Buon Albergo.

## Gemeindepartnerschaft
Colognola ai Colli unterhält eine Partnerschaft mit der rumänischen Gemeinde Răcăciuni im Kreis Bacău.